# Зигмунд Радницький
Зигмунд Радницький (пол. Zygmunt Radnicki; нар. 19 листопада 1894, Чортків — пом. 5 листопада 1969, Північна) — польський живописець.

## Біографія
Народився 19 листопада 1894 року у місті Чорткові (тепер Тернопільська область, Україна) в багатодітній сім'ї офіцера австро-угорської армії Зигмунда Радницького та письменниці Марії Анни ван Гембер. Після закінчення восьмирічної середньої школи у Львові навчався у Вільній академії мистецтв Леонарда Підгорецького. З 1913 року навчався у Краківській академії мистецтв під керівництвом Станіслава Дембицького, Юзефа Мегоффера, Войцеха Вейса та у 1925–1926 роках у парижській філії у Юзефа Панькевича.
Після закінчення навчання жив у Львові, співпрацював з мистецькими угрупуваннями «Формісти», «Одноріг» та «Авангард». У 1920-х і 1930-х викладав рисунок у гімназії та Університеті імені Яна-Казимира у Львові. На
початку 1940-х років переїхав до міста Північної, де викладав в ремісничо-торговельній школі. З 1946 року викладав в Краківській академії мистецтв, у 1951–1952 роках був її ректором. Помер в Північній 5 листопада 1969 року.

## Творчість
Малював натюрморти, пейзажі, плакати, сюжетні композиції та інтер'єри. Виставляв свої роботи на мистецьких виставках формістів у Львові, також у Парижі, Брюселі, Пітсбурзі та Нью-Йорку.